# La Celle-les-Bordes
Pour les articles homonymes, voir La Celle et Les Bordes.
La Celle-les-Bordes est une commune française située dans le département des Yvelines en région Île-de-France.

## Géographie

### Description
La commune se situe à 12 kilomètres à l'est de Rambouillet et à une trentaine de kilomètres au sud-ouest de Versailles.
La commune est desservie par la ligne 4 du réseau de bus Centre et Sud Yvelines.
Le sentier de grande randonnée GR 1 passe sur le territoire de la commune, dans la forêt au sud-ouest.

### Hydrographie
La commune voit naître le cours de l'Aulne, affluent de la Rémarde, elle-même affluent de l'Orge et donc sous-affluent de la Seine.

### Communes voisines
Les communes limitrophes sont Cernay-la-Ville au nord, Bullion à l'est et au sud, Clairefontaine-en-Yvelines à l'ouest, Vieille-Église-en-Yvelines à l'ouest-nord-ouest et Auffargis au nord-ouest.

### Climat
Pour des articles plus généraux, voir Climat de l'Île-de-France et Climat des Yvelines.
En 2010, le climat de la commune est de type climat océanique dégradé des plaines du Centre et du Nord, selon une étude du CNRS s'appuyant sur une série de données couvrant la période 1971-2000. En 2020, Météo-France publie une typologie des climats de la France métropolitaine dans laquelle la commune est exposée à un climat océanique altéré et est dans la région climatique Sud-ouest du bassin Parisien, caractérisée par une faible pluviométrie, notamment au printemps (120 à 150 mm) et un hiver froid (3,5 °C).
Pour la période 1971-2000, la température annuelle moyenne est de 10,7 °C, avec une amplitude thermique annuelle de 15 °C. Le cumul annuel moyen de précipitations est de 654 mm, avec 10,9 jours de précipitations en janvier et 7,9 jours en juillet. Pour la période 1991-2020, la température moyenne annuelle observée sur la station météorologique la plus proche, située sur la commune de Choisel à 7 km à vol d'oiseau, est de 11,1 °C et le cumul annuel moyen de précipitations est de 709,1 mm,. Pour l'avenir, les paramètres climatiques de la commune estimés pour 2050 selon différents scénarios d'émission de gaz à effet de serre sont consultables sur un site dédié publié par Météo-France en novembre 2022.

## Urbanisme

### Typologie
Au 1er janvier 2024, La Celle-les-Bordes est catégorisée commune rurale à habitat dispersé, selon la nouvelle grille communale de densité à sept niveaux définie par l'Insee en 2022.
Elle est située hors unité urbaine. Par ailleurs la commune fait partie de l'aire d'attraction de Paris, dont elle est une commune de la couronne,. Cette aire regroupe 1 929 communes,.

### Occupation des solssimplifiée
Le territoire de la commune se compose en 2017 de 96,41 % d'espaces agricoles, forestiers et naturels, 1,61 % d'espaces ouverts artificialisés et 1,98 % d'espaces construits artificialisés.

### Occupation des sols détaillée
Le tableau ci-dessous présente l'occupation des sols de la commune en 2018, telle qu'elle ressort de la base de données européenne d’occupation biophysique des sols Corine Land Cover (CLC).
| Type d’occupation                             | Pourcentage | Superficie (en hectares) |
| --------------------------------------------- | ----------- | ------------------------ |
| Tissu urbain discontinu                       | 3,4 %       | 77                       |
| Terres arables hors périmètres d'irrigation   | 28,1 %      | 643                      |
| Prairies et autres surfaces toujours en herbe | 2,8 %       | 64                       |
| Forêts de feuillus                            | 62,6 %      | 1432                     |
| Forêts de conifères                           | 1,3 %       | 29                       |
| Forêt et végétation arbustive en mutation     | 1,8 %       | 42                       |
| Source : Corine Land Cover                    |             |                          |

### Hameaux de la commune
- La Noue,
- le Breuil,
- les Bordes,
- le Maupas,
- la Hogue,
- la Villeneuve.

## Toponymie
Le nom de la localité est attesté sous les formes Cella Sancti Germaini en 774, Cella Aequilina au IXe siècle, Cella Sarnoium, Cella ultra Sarnoium au XIIIe siècle, La Celle-en-Yveline, La Celle-Saint-Germain, La Celle-près-Cernay, La Selle, La Celle-Saint-Germain, La Celle-en-Yvelines, La Celle-les-Bordes.
Le village tient son nom du latin Cella (cellule) qui désigne un oratoire ou monastère fondé au VIe siècle par saint Germain, évêque de Paris, sur le terrain des Bordes, don du roi Childebert Ier, en 557.
La Celle-les-Bordes, précisée par le nom d'un hameau proche : Borde « cabane, maisonnette, métairie » est un mot d’origine germanique (francique bort « planche », d’où borda « cabane » en latin tardif), désignant d’abord la maison isolée, puis des hameaux. Les Bordes (« petites maisons, cabanes »).

## Histoire
Pierre de Harville achète le fief de La Celle en 1363, sous le règne de Jean le Bon, alors que rien ne subsiste du monastère fondé par saint Germain. La terre reste alors pendant plus de trois siècles dans la famille de Harville. Claude de Harville (mort en 1636), marquis de Palaiseau, fait construire l'actuel château de La Celle au début du XVIIe siècle.

## Politique et administration

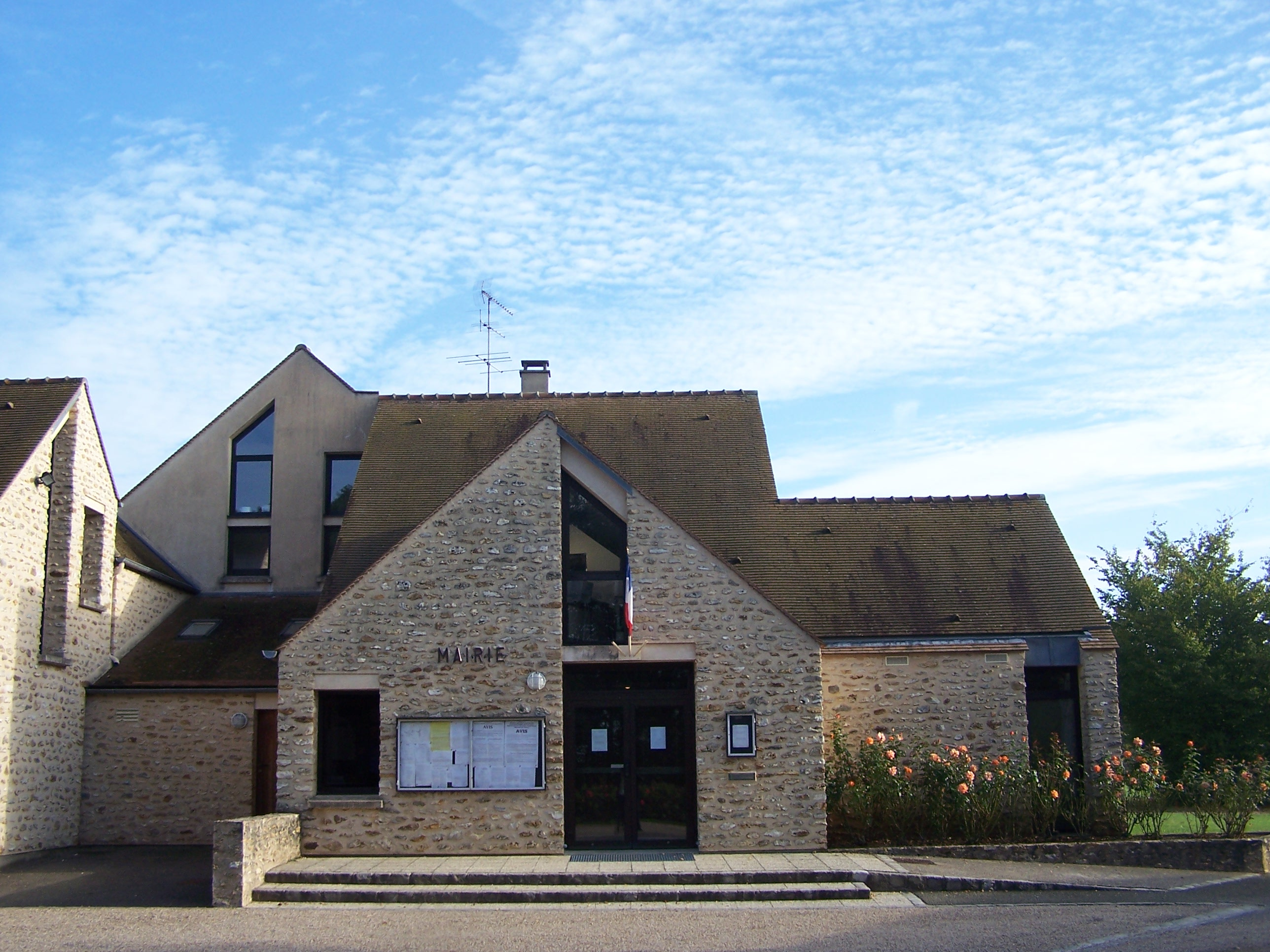
La mairie.

### Liste des maires
| Période                                  | Période                      | Identité          | Étiquette | Qualité |
| ---------------------------------------- | ---------------------------- | ----------------- | --------- | ------- |
| Les données manquantes sont à compléter. |                              |                   |           |         |
| mars 1983                                | mars 2008                    | Jean-Pierre Agnès |           |         |
| mars 2008                                | En cours (au 7 Juillet 2022) | Serge Quérard     |           |         |

### Jumelages
- Fronhausen (Allemagne)

## Population et société

### Démographie

#### Évolution démographique
L'évolution du nombre d'habitants est connue à travers les recensements de la population effectués dans la commune depuis 1793. Pour les communes de moins de 10 000 habitants, une enquête de recensement portant sur toute la population est réalisée tous les cinq ans, les populations de référence des années intermédiaires étant quant à elles estimées par interpolation ou extrapolation. Pour la commune, le premier recensement exhaustif entrant dans le cadre du nouveau dispositif a été réalisé en 2008.

En 2022, la commune comptait 832 habitants, en évolution de +0,12 % par rapport à 2016 (Yvelines : +2,72 %, France hors Mayotte : +2,11 %).
| 1793 | 1800 | 1806 | 1821 | 1831 | 1836 | 1841 | 1846 | 1851 |
| ---- | ---- | ---- | ---- | ---- | ---- | ---- | ---- | ---- |
| 725  | 694  | 758  | 787  | 829  | 808  | 782  | 766  | 714  |

| 1856 | 1861 | 1866 | 1872 | 1876 | 1881 | 1886 | 1891 | 1896 |
| ---- | ---- | ---- | ---- | ---- | ---- | ---- | ---- | ---- |
| 715  | 722  | 695  | 661  | 649  | 676  | 703  | 674  | 640  |

| 1901 | 1906 | 1911 | 1921 | 1926 | 1931 | 1936 | 1946 | 1954 |
| ---- | ---- | ---- | ---- | ---- | ---- | ---- | ---- | ---- |
| 623  | 551  | 574  | 486  | 462  | 497  | 422  | 373  | 371  |

| 1962 | 1968 | 1975 | 1982 | 1990 | 1999 | 2006 | 2008 | 2013 |
| ---- | ---- | ---- | ---- | ---- | ---- | ---- | ---- | ---- |
| 347  | 365  | 434  | 580  | 769  | 842  | 914  | 934  | 860  |

| 2018 | 2022 | - | - | - | - | - | - | - |
| ---- | ---- | - | - | - | - | - | - | - |
| 838  | 832  | - | - | - | - | - | - | - |

#### Pyramide des âges
En 2018, le taux de personnes d'un âge inférieur à 30 ans s'élève à 29,5 %, soit en dessous de la moyenne départementale (38,0 %). À l'inverse, le taux de personnes d'âge supérieur à 60 ans est de 28,1 % la même année, alors qu'il est de 21,7 % au niveau départemental.
En 2018, la commune comptait 433 hommes pour 405 femmes, soit un taux de 51,67 % d'hommes, largement supérieur au taux départemental (48,68 %).
Les pyramides des âges de la commune et du département s'établissent comme suit.
| Hommes | Classe d’âge | Femmes |
| ------ | ------------ | ------ |
| 0,0    | 90 ou +      | 0,5    |
| 4,4    | 75-89 ans    | 5,4    |
| 22,9   | 60-74 ans    | 23,2   |
| 25,4   | 45-59 ans    | 26,2   |
| 15,5   | 30-44 ans    | 17,8   |
| 15,2   | 15-29 ans    | 12,1   |
| 16,6   | 0-14 ans     | 14,8   |

| Hommes | Classe d’âge | Femmes |
| ------ | ------------ | ------ |
| 0,6    | 90 ou +      | 1,4    |
| 6      | 75-89 ans    | 7,8    |
| 13,5   | 60-74 ans    | 14,8   |
| 20,7   | 45-59 ans    | 20,1   |
| 19,6   | 30-44 ans    | 19,9   |
| 18,5   | 15-29 ans    | 16,8   |
| 21,2   | 0-14 ans     | 19,2   |

### Enseignement
La commune compte une école où l'enseignement est dispensé de la petite section de maternelle au CM2. Cependant, étant donné le petit nombre d'élèves et de professeurs, la plupart des classes sont à double niveau.
La suite de la scolarité des élèves se fait au collège Les Trois-Moulins de Bonnelles puis au Lycée Jules-Verne de Limours.

## Culture locale et patrimoine

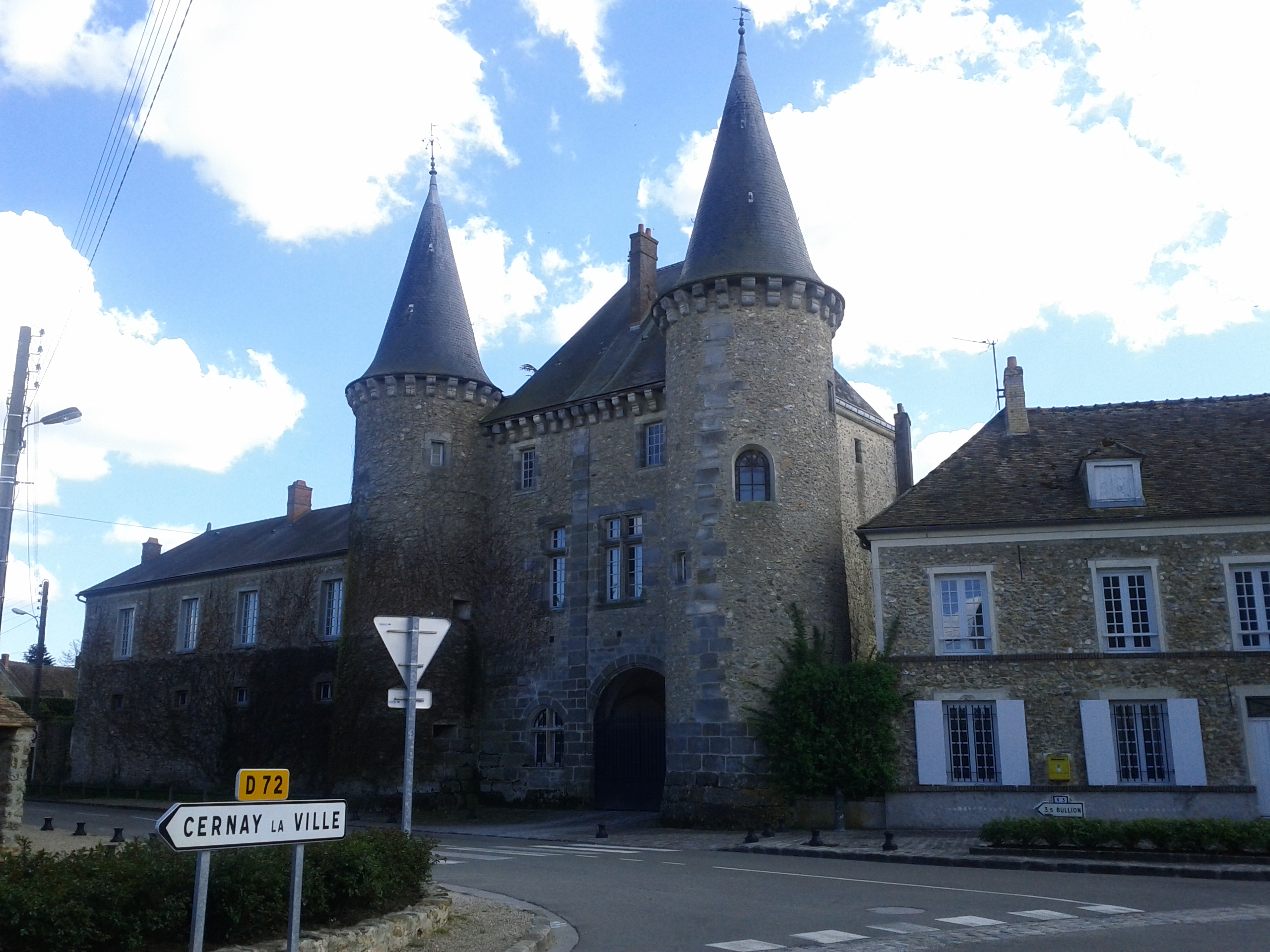
Château des Bordes.

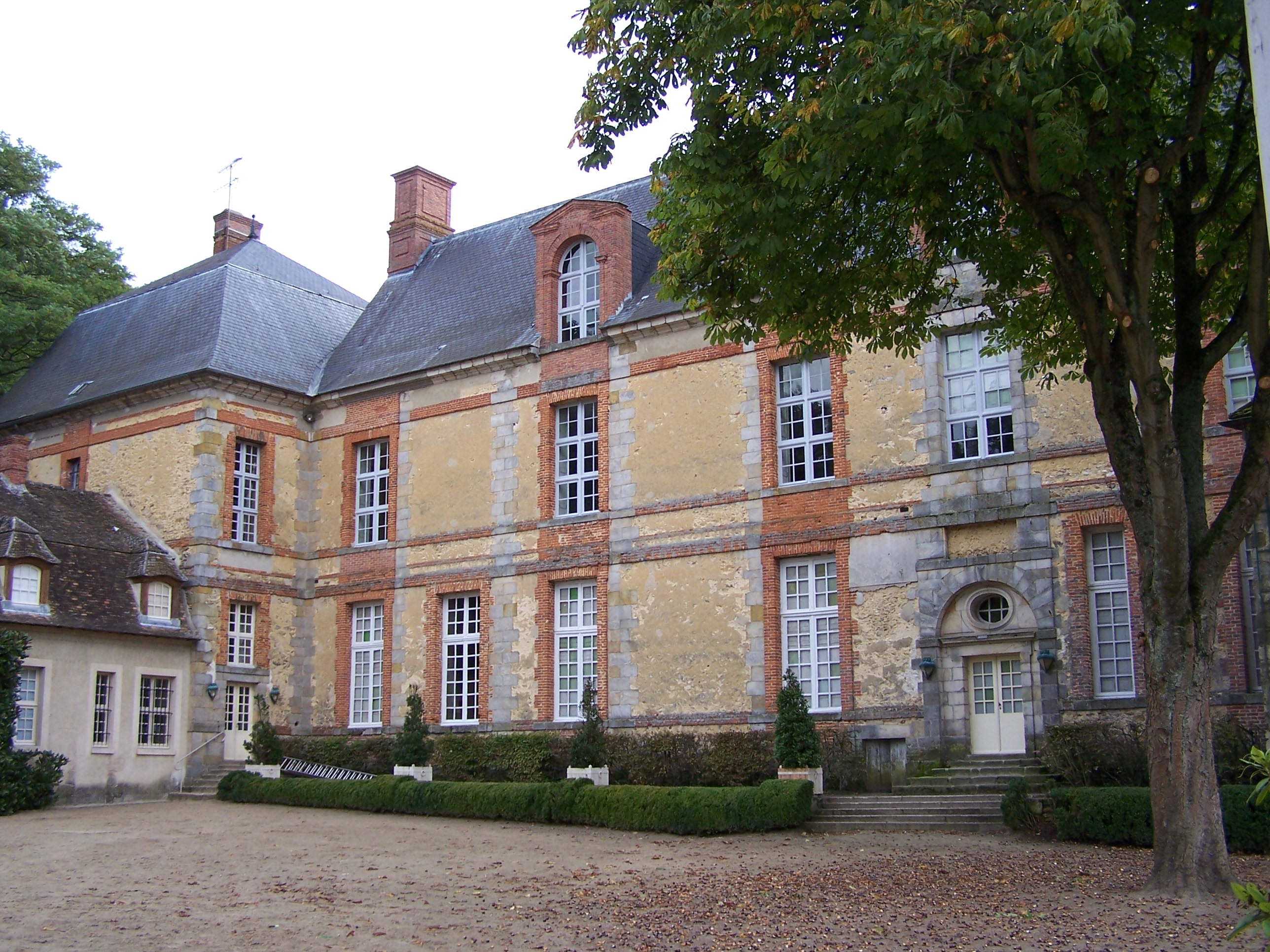
Château de La Celle.

### Lieux et monuments
- L’église Saint-Germain, dans le bourg de la Celle, date du XVIe siècle.
- Le château des Bordes est un ancien château fortifié dont il ne reste que les deux tours et l'entrée ainsi qu'un corps de bâtiment annexe.
- Le  château de La Celle, en face de l'église Saint-Germain, a été construit vers 1610 par Claude de Harville. Les écuries datent du XIXe siècle.

### Personnalités liées à la commune
- Anne de Rochechouart de Mortemart (1847-1933), duchesse d'Uzès, propriétaire du château de la Celle.
- Pierre de Cossé Brissac (1900-1993), douzième duc de Brissac, petit-fils de la duchesse d'Uzès et héritier du château conservé dans la famille de Brissac jusqu'au début du XXIe siècle.
- Georges Bidault (1899-1983), résistant et homme politique français, est inhumé dans la commune